# Fay Bainter
Fay Okell Bainter (sinh ngày 7 tháng 12 năm 1893 – mất ngày 16 tháng 4 năm 1968) là một nữ diễn viên điện ảnh và sân khấu kịch người Mỹ. Bà từng đoạt giải Oscar cho nữ diễn viên phụ xuất sắc nhất cho phim Jezebel (1938) và có một ngôi sao trên Đại lộ Danh vọng Hollywood.

## Thân thế
Bainter sinh ra tại Los Angeles, California. Bà là con gái của Charles F. Bainter và Mary Okell.

## Sự nghiệp

### 1908–1925: Các vở diễn ở Broadway

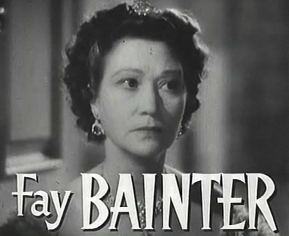
Fay Bainter trong phim Jezebel (1938).

Năm 1908, Bainter sắm vai đầu tiên trên sân khấu kịch trong vở The County Chairman tại Nhà hát Morosco ở Burbank, California. Năm 1910, bà trở thành diễn viên kịch chuyên đi lưu diễn. Vai đầu tay của bà trên Broadway là vai Celine Marinter trong vở The Rose of Panama (1912). P. G. Wodehouse (cây viết đánh giá vở Turn to the Right trên tạp chí Vanity Fair vào năm 1916) viết: "Sự xuất hiện bất ngờ của cô Bainter và thành công tức thì của cô đã tạo nên cơn sốt lớn nhất của mùa diễn." Bà có mặt trong nhiều vở kịch thành công ở New York như East Is West, The Willow Tree, và Dodsworth. Năm 1925, bà đóng cùng Walter Abel trong tác phẩm Broadway mang tên The Enemy của Channing Pollock.

### 1925–1961: Đóng phim điện ảnh và giành giải Oscar
Tháng 2 năm 1934, MGM thuyết phục bà thử sức đóng phim điện ảnh, với vai điện ảnh đầu tay trong This Side of Heaven. Cùng năm ấy, bà đóng trong vở Dodsworth ở Broadway và phim điện ảnh It Happened One Day. Bainter nhanh chóng gặt hái thành công ở mảng điện ảnh. Năm 1939, bà trở thành diễn viên đầu tiên nhận được hai đề cử Oscar trong cùng một năm. Bà tranh giải ở hạng mục Nữ diễn viên chính xuất sắc nhất với phim White Banners (1938) và Nữ diễn viên phụ xuất sắc nhất với Jezebel (1938), rồi chung cuộc thắng giải Nữ phụ xuất sắc nhất. Năm 1940, nữ diễn viên thủ vai Bà Gibbs trong tác phẩm kịch Our Town của Thornton Wilder. Năm 1945, bà hóa thân thành Melissa Frake trong tác phẩm điện ảnh nhạc kịch State Fair của Rodgers và Hammerstein. Bà một lần nữa nhận được đề cử Oscar cho nữ diễn viên phụ xuất sắc nhất nhờ sắm vai trong phim The Children's Hour (1961).
Bainter sở hữu một ngôi sao trên Đại lộ Danh vọng Hollywood, nằm ở số 7021 Hollywood Boulevard, Los Angeles, California.

## Đời tư
Fay Bainter và Reginald Venable kết hôn vào ngày 8 tháng 6 năm 1921 tại Riverside, California. Reginald Venable là sĩ quan Hải quân Hoa Kỳ, tốt nghiệp Học viện Hải quân Hoa Kỳ vào năm 1913. Năm 1925, ông từ chức chỉ huy trung úy ở Hải quân để chuyên tâm vào công việc kinh doanh của vợ mình. Ông còn từng làm điều phối bất động sản. Hai người có chung một cậu con trai tên Reginald Venable Jr. - về sau cũng theo nghiệp diễn viên.
Bainter là cô của nữ diễn viên Dorothy Burgess. Bainter và Venable được chôn cất tại Nghĩa trang quốc gia Arlington.

## Danh sách phim
| Năm  | Tựa phim                        | Vai diễn                 | Ghi chú | Chú thích   |
| ---- | ------------------------------- | ------------------------ | --- | ----------- |
| 1934 | This Side of Heaven             | Francene Turner          | |             |
| 1937 | Quality Street                  | Susan Throssel           | |             |
| 1937 | The Soldier and the Lady        | Mẹ của Strogoff          | |             |
| 1937 | Make Way for Tomorrow           | Anita Cooper             | |             |
| 1938 | White Banners                   | Hannah Parmalee          | Đề cử – Giải Oscar cho nữ diễn viên chính xuất sắc nhất | [ 5 ]       |
| 1938 | Jezebel                         | Dì Belle Massey          | Giải Oscar cho nữ diễn viên phụ xuất sắc nhất | [ 5 ] [ 6 ] |
| 1938 | Mother Carey's Chickens         | Bà Margaret Carey        | |             |
| 1938 | The Arkansas Traveler           | Bà Martha Allen          | |             |
| 1938 | The Shining Hour                | Hannah Linden            | |             |
| 1939 | Yes, My Darling Daughter        | Ann "Annie" Murray       | |             |
| 1939 | The Lady and the Mob            | Hattie Leonard           | |             |
| 1939 | Daughters Courageous            | Nancy "Nan" Masters      | |             |
| 1939 | Our Neighbors – The Carters     | Ellen Carter             | |             |
| 1940 | Young Tom Edison                | Bà Samuel (Nancy) Edison | |             |
| 1940 | Our Town                        | Bà Julia Hersey Gibbs    | | [ 5 ]       |
| 1940 | A Bill of Divorcement           | Margaret "Meg" Fairfield | |             |
| 1940 | Maryland                        | Charlotte Danfield       | |             |
| 1941 | Babes on Broadway               | Miss "Jonesy" Jones      | |             |
| 1942 | Woman of the Year               | Ellen Whitcomb           | | [ 5 ]       |
| 1942 | The War Against Mrs. Hadley     | Stella Hadley            | |             |
| 1942 | Journey for Margaret            | Trudy Strauss            | |             |
| 1942 | Mrs. Wiggs of the Cabbage Patch | Bà Elvira Wiggs          | |             |
| 1943 | The Human Comedy                | Bà Macauley              | | [ 5 ]       |
| 1943 | Presenting Lily Mars            | Bà Thornway              | |             |
| 1943 | Salute to the Marines           | Jennie Bailey            | |             |
| 1943 | Cry 'Havoc'                     | Captain Alice Marsh      | |             |
| 1944 | The Heavenly Body               | Margaret Sibyll          | |             |
| 1944 | Dark Waters                     | Dì Emily                 | |             |
| 1944 | Three Is a Family               | Frances Whittaker        | |             |
| 1945 | State Fair                      | Melissa Frake            | | [ 5 ]       |
| 1946 | The Kid from Brooklyn           | Bà E. Winthrop LeMoyne   | |             |
| 1946 | The Virginian                   | Bà Taylor                | |             |
| 1947 | Deep Valley                     | Ellie Saul               | |             |
| 1947 | The Secret Life of Walter Mitty | Bà Eunice Mitty          | |             |
| 1948 | Give My Regards to Broadway     | Fay Norwick              | |             |
| 1948 | June Bride                      | Paula Winthrop           | |             |
| 1951 | Close to My Heart               | Bà Morrow                | |             |
| 1953 | The President's Lady            | Bà Donaldson             | |             |
| 1961 | The Children's Hour             | Bà Amelia Tilford        | Giải Laurel cho nữ diễn viên vai phụ xuất sắc nhất (hạng hai) Đề cử – Giải Oscar cho nữ diễn viên phụ xuất sắc nhất Đề cử – Giải Quả cầu vàng cho nữ diễn viên điện ảnh phụ xuất sắc nhất | [ 5 ]       |

## Xuất hiện trên đài phát thanh
| Năm  | Chương trình             | Tập/nguồn            |
| ---- | ------------------------ | -------------------- |
| 1946 | Suspense                 | 180/"The Lucky Lady" |
| 1952 | Theatre Guild on the Air | "The Search"         |